# Pretty Little Stranger
Pretty Little Stranger è il quarto album in studio della cantante statunitense Joan Osborne, pubblicato nel 2006.

## Tracce
1. Pretty Little Stranger (Osborne)
2. Brokedown Palace (Jerry Garcia, Robert Hunter)
3. Who Divided (Osborne)
4. Holy Waters (Andreas Uetz, Osborne)
5. What You Are (Patty Griffin, Craig Ross)
6. Shake That Devil (Osborne)
7. Please Don't Tell Me How the Story Ends (Kris Kristofferson)
8. Time Won't Tell (Beth Nielsen Chapman, Harlan Howard)
9. Dead Roses (Osborne, Gary Nicholson)
10. After Jane (Osborne)
11. Till I Get It Right (Red Lane, Larry Henley)
12. When the Blue Hour Comes (Rodney Crowell, Roy Orbison, Will Jennings)
13. Losing You All Over Again (Bonus Track)